# Lokavec (gmina Laško)
Lokavec – wieś w Słowenii, w gminie Laško. W 2018 roku liczyła 166 mieszkańców.